# TAILORED SONG
『TAILORED SONG』（テーラード・ソング）は、日本の歌手・郷ひろみが1983年12月21日にCBS・ソニーから発売した21枚目のオリジナルアルバムである。

## 内容
前作『黄金郷』から約1ヶ月ぶり、オリジナルアルバムとしては『比呂魅卿の犯罪』から約8ヶ月ぶりの作品。
今作はアメリカ合衆国フロリダ州・マイアミで制作された。海外レコーディングによる作品は『SUPER DRIVE』以来8作ぶりとなった。また、全曲がフリオ・イグレシアスのカバーで構成されている。

## 収録曲
1. マイアミ気分
作詞・作曲：フリオ・イグレシアス、ラファエル・フェッロ
日本語訳詞：郷ひろみ
編曲：ラファエル・フェッロ
2. TRAP-罠-
作詞・作曲：フリオ・イグレシアス、ラファエル・フェッロ
日本語訳詞：阿久悠
編曲：ラファエル・フェッロ
3. シャトレ・アモーナ・ホテル
作詞・作曲：フリオ・イグレシアス、ラファエル・フェッロ
日本語訳詞：大岡悦子
編曲：ラファエル・フェッロ
49thシングルの表題曲。
4. アカシアの夜
作詞・作曲：フリオ・イグレシアス、ラファエル・フェッロ
日本語訳詞：竜真知子
編曲：ラファエル・フェッロ
5. 暗闇のディーン-エデンの東-
作詞・作曲：フリオ・イグレシアス、ラファエル・フェッロ
日本語訳詞：阿久悠
編曲：ラファエル・フェッロ
6. ヴァージン諸島
作詞・作曲：フリオ・イグレシアス、フェデリコ・タラゾナ
日本語訳詞：浅野裕子
編曲：ラファエル・フェッロ
7. 月下美人
作詞・作曲：フリオ・イグレシアス、ラファエル・フェッロ
日本語訳詞：阿久悠
編曲：ラファエル・フェッロ
8. 悪く思うなよ
作詞・作曲：フリオ・イグレシアス、ラファエル・フェッロ
日本語訳詞：阿久悠
編曲：ラファエル・フェッロ
9. ひと夏のMarianne
作詞・作曲：フリオ・イグレシアス、ラファエル・フェッロ
日本語訳詞：竜真知子
編曲：ラファエル・フェッロ
10. そんな気がして
作詞・作曲：フリオ・イグレシアス、フェデリコ・タラゾナ
日本語訳詞：大岡悦子
編曲：ラファエル・フェッロ